# Lake Royale
Lake Royale est une census-designated place américaine située dans le comté de Franklin dans l'État de Caroline du Nord. En 2010, sa population était de 2 506 habitants.

## Démographie
| 2010  | - | - | - | - | - |
| ----- | - | - | - | - | - |
| 2 506 | - | - | - | - | - |

## Source de la traduction
- (en) Cet article est partiellement ou en totalité issu de l’article de Wikipédia en anglais intitulé « Lake Royale, North Carolina » (voir la liste des auteurs).